# 基隆女人心卡拉OK縱火案
基隆女人心卡拉OK縱火案是於2004年6月16日晚間發生的一起縱火殺人案件，是臺灣基隆市的重大刑案。林旺仁於「女人心卡拉OK」投擲汽油彈縱火，火勢延燒同棟3樓「波麗路PUB」，造成5人死亡、8人受傷。2024年，憲法法庭受理由林旺仁等37名死刑犯提出的死刑釋憲案。

## 案發過程
林旺仁因不滿其妻在女人心卡拉OK工作，夫妻倆多次爭吵，一氣之下使用塑膠袋填裝汽油，至女人心卡拉OK投擲汽油袋縱火，火勢一路延竄整棟建築，經過搶救仍造成5死8傷的慘劇。
5名死者中包括基隆市消防局3名消防員，他們因本案殉職。

## 後續
案發過後引發附近民眾不滿。由於案發建築的3樓波麗路PUB雖然有小吃店營業執照，但實際上與營業項目不符，且案發時搶救路線非常狹窄、無法迅速救援。
林旺仁在案發後在宜蘭縣冬山鄉被捕到案，隨後移送基隆地檢署偵辦。

## 判刑
2011年11月24日，最高法院判處林旺仁死刑、褫奪公權終身定讞。 林旺仁現羈押在台北看守所等待槍決。2024年，憲法法庭受理由林旺仁等37名死刑犯提出的死刑釋憲案。

## 關連條目
- 彭建源KTV縱火案
- 台南帝王飯店縱火案
- 台南新營醫院大火
- 桃園佳育安親班縱火案
- 台北市神話世界KTV縱火案
- 臺灣戰後時期死刑犯列表